# Chorizanthe blakleyi
Chorizanthe blakleyi Hardham – gatunek rośliny z rodziny rdestowatych (Polygonaceae Juss.). Występuje endemicznie w południowo-zachodnich Stanach Zjednoczonych – w Kalifornii. 

## Morfologia
PokrójRoślina jednoroczna dorastająca do 5–130 cm wysokości. Pędy są owłosione.
LiścieBlaszka liściowa liści odziomkowych ma odwrotnie lancetowaty kształt. Mierzy 15–25 mm długości oraz 3–8 mm szerokości. Ogonek liściowy jest owłosiony i osiąga 5–20 mm długości.
KwiatyZebrane w wierzchotki jednoramienne, rozwijają się na szczytach pędów. Okwiat ma obły kształt i biało-zielonkawą lub różową barwę, mierzy do 5–6 mm długości.
OwoceNiełupki o kulistym kształcie, osiągają 3–4 mm długości.

## Biologia i ekologia
Rośnie w chaparralu oraz zaroślach. Występuje na wysokości od 600 do 1600 m n.p.m. Kwitnie od maja do lipca. 

## Ochrona
Chorizanthe blakleyi posiada status gatunku krytycznie zagrożonego.